# Thorir Hergeirsson
Thorir Hergeirsson (em islandês:  Þórir Hergeirsson) (nascido em 27 de abril de 1964) é um treinador islandês de handebol.
Em 2009, assumiu o cargo de treinador e sua primeira temporada com a Seleção Norueguesa Feminina resultou na medalha de bronze no Campeonato Mundial do mesmo ano. Com a seleção, conquistou a medalha de bronze nos Jogos Olímpicos de Verão de 2016, realizados no Rio de Janeiro, Brasil.
Sua filha, Maria Thorisdottir, integra a Seleção Norueguesa Feminina de Futebol.

## Conquistas
Campeonato Mundial
- 2009: terceiro colocado
- 2011: campeão
- 2013: quinto colocado
- 2015: campeão

Campeonato Europeu
- 2010: campeão
- 2012: segundo colocado
- 2014: campeão
- 2016: campeão

Jogos Olímpicos
- 2012: campeão
- 2016: terceiro colocado